# Danske satellitter
Danmark har de senere år markeret sig mere og mere på rumfartsteknologien. Ikke alene har Danmark assisteret i store missioner som Cassini-Huygens og Mars Exploration Rovers (MER), Danmark har også sine egne satellitter:
- Ørsted-satellitten – opsendt 23. februar 1999

## Aflyste satellitter
- Rømer-satellitten –

## CubeSat
En CubeSat er typisk en terning med kantlængden 1 dm udviklet af studerende.
- AAU CUBESAT – opsendt 30. juni 2003 historisk hjemmeside
- DTUsat – opsendt 30. juni 2003
- AAUSAT-II – opsendt 28. april 2008 historisk hjemmeside
- AAUSAT3 opsendt 25. februar 2013 historisk hjemmeside
- AAUSAT4 opsendt  25. april 2016
- AAUSAT5 sendt i kredsløb den 5. oktober 2015 fra Den_Internationale_Rumstation
- Delphini-1 sendt i kredsløb den 31. januar 2019 fra Den_Internationale_Rumstation